# Nagykálló
Nagykálló é uma cidade da Hungria, situada no condado de Szabolcs-Szatmár-Bereg. Tem 68,52 km² de área e sua população em 2019 foi estimada em 9.214 habitantes.